# Liste der Kulturdenkmale in Buchen (Odenwald)
In der Liste der Kulturdenkmale in Buchen sind unbewegliche Bau- und Kunstdenkmale aller Stadtteile von Buchen aufgeführt. Grundlage für diese Liste ist die vom Regierungspräsidium Karlsruhe herausgegebene Liste der Bau- und Kunstdenkmale mit Stand vom 15. Februar 2012.
Diese Liste ist nicht rechtsverbindlich. Eine rechtsverbindliche Auskunft ist lediglich auf Anfrage bei der Unteren Denkmalschutzbehörde der Stadt Buchen erhältlich.

## Allgemein
- Bild: Zeigt ein ausgewähltes Bild aus Commons, „Weitere Bilder“ verweist auf die Bilder im Medienarchiv Wikimedia Commons.
- Bezeichnung: Nennt den Namen, die Bezeichnung oder die Art des Kulturdenkmals.
- Lage: Straßenname und Hausnummer oder Flurstücknummer des Kulturdenkmals, gegebenenfalls auch den Ortsteil. Die Grundsortierung der Liste erfolgt nach dieser Adresse. Der Link (Karte) führt zu verschiedenen Kartendiensten mit der Position des Kulturdenkmals. Fehlt dieser Link, wurden die Koordinaten noch nicht eingetragen. Sind diese bekannt, können sie über ein Tool mit einer Kartenansicht einfach nachgetragen werden. In dieser Kartenansicht sind Kulturdenkmale ohne Koordinaten mit einem roten bzw. orangen Marker dargestellt und können durch Verschieben auf die richtige Position in der Karte mit Koordinaten versehen werden. Kulturdenkmale ohne Bild sind an einem blauen bzw. roten Marker erkennbar.
- Datierung: Baubeginn, Fertigstellung, Datum der Erstnennung oder grobe zeitliche Einordnung entsprechend des Eintrags in der zuständigen Denkmaldatenbank (Landesamt für Denkmalpflege Baden-Württemberg).
- Beschreibung: Kurzcharakteristik des Kulturdenkmals.

## Bau- und Kulturdenkmale der Stadt Buchen

### Buchen (Kernstadt)
Bau-, Kunst- und Kulturdenkmale in der Kernstadt Buchen:
| Bild           | Bezeichnung                                          | Lage                                                                       | Datierung       | Beschreibung | ID |
| -------------- | ---------------------------------------------------- | -------------------------------------------------------------------------- | --------------- | --- | -- |
|                | Gebäude                                              | Abt-Bessel-Straße 7 (Karte)                                                | 16. Jh.–21. Jh. | Ehemaliges Flurbereinigungsamt, heute Sozialstation, zweigeschossiger Massivbau, Krüppelwalmdach. | BW |
| Weitere Bilder | Mittelalterliche Stadtbefestigung                    | Am Haag 1 (Karte)                                                          | 13. Jh.         | Dieser östliche Teil der ehemaligen Stadtmauer ist teilweise in die Bebauung integriert, aber Teil eines Rundgangs um die Altstadt. Ein Stück des mittelalterlichen Wehrganges ist zu sehen. Der runde „Diebsturm“ stand allerdings einst an anderer Stelle und wurde hier wieder aufgebaut. |    |
|                | Lourdeskapelle                                       | Am Haag 2 (Karte)                                                          | 19. Jh.         | Kleiner Rechteckbau in neuromanischen Formen, Dreiseitschluss, Giebelrosette, Staffelgiebel; Ende 19. Jahrhundert. |    |
| Weitere Bilder | Heilig-Kreuz-Kapelle                                 | Amtsstraße 15 (Karte)                                                      | 16. Jh.–18. Jh. | Katholische Kapelle Zum Hl. Kreuz, barocker Saalbau 1704, Dreiseitschluss, Dachreiter, Krüppelwalmgiebel, neben Eingangsportal Kreuztragungsrelief (wohl Anf. 17. Jahrhundert); Innenausstattung zum Teil 16. und 18. Jahrhundert. |    |
| Weitere Bilder | Bezirksamt                                           | Amtsstraße 26/ Dr.-Konrad-Adenauer-Straße 2 (Karte)                        | 1844            | Ehemals großherzogliches Bezirksamt, heute Amtsgericht, mehrteilige Anlage mit zweigeschossigen Sandsteinquaderbauten im romantischen Klassizismus nach Plänen von August Moosbrugger (1802–1858); Hauptgebäude am Eingangsportal bezeichnet 1855, ehemaliges Gefängnis (Konrad-Adenauer-Str. 2) datiert 1844, Zwischenbau 1895. |    |
| Weitere Bilder | Bahnhof-Hotel                                        | Eisenbahnstraße 1 (Karte)                                                  |                 | 1905 errichtetes, ehemaliges Hotelgebäude gegenüber dem Bahnhofsgebäude. |    |
|                | Bahnhof                                              | Eisenbahnstraße 4 (Karte)                                                  | 19. Jh.         | Bahnhof an der heutigen Bahnstrecke Seckach–Miltenberg, zweigeschossiger Sandsteinbau mit Giebelrisalit und eingeschossigen Seitenflügeln, Ende 19. Jahrhundert. |    |
| Weitere Bilder | Belzsches Haus (Ehemalige Kellerei)                  | Haagstraße 10 (Karte)                                                      | 1618            | Wohn- und Ökonomiegebäude der ehemaligen Kellerei (s. u.); zweigeschossiges Fachwerktraufenhaus mit massivem EG, im Kern 15./16. Jahrhundert. (zum Teil verändert), Nord-Seite: Fenstergewände 1617, Portal 1623 bezeichnet, Süd-Seite: Portal bezeichnet 1618 (vgl. Kellerereistraße 25, 27). |    |
| Weitere Bilder | Mariensäule Buchen                                   | Hochstadtstraße 2 (bei), Marktstraße, Platz Am Bild (Karte)                |                 | Die 1754 errichtete Mariensäule ist ein geschütztes Kulturdenkmal und ein Symbol des Madonnenländchens. |    |
|                | Mittelalterliche Stadtbefestigung                    | Hochstadtstraße 22                                                         | 13. Jh.         | |    |
|                | Mittelalterliche Stadtbefestigung                    | Kellereistraße 16, 18, 24, 28, 29, 30, 32, 34, 36, 40, 42, 42a, 48 (Karte) | 13. Jh.         | Abschnitt der südlichen Stadtbefestigung mit Stadtmauer und direkt anschließendem breitem Graben. |    |
| Weitere Bilder | Zehntscheune (Ehemalige Kellerei)                    | Kellereistraße 25 (Karte)                                                  | 16. Jh.–17. Jh. | Ehemalige Zehntscheune der kurmainzischen Amtskellerei; zweigeschossiger Massivbau, 16./17. Jh., hofseitiges Portal 1627 bezeichnet, mit Barockwappen (Georg Friedrich von Greiffenclau zu Vollrads), alte Umfassungsmauer. |    |
| Weitere Bilder | Trunzerhaus (Ehemalige Kellerei)                     | Kellereistraße 27 (Karte)                                                  | 16. Jh.–18. Jh. | In dem Fachwerkbau mit gemauertem Erdgeschoss vom Anfang des 16. Jahrhunderts befand sich die Wohnung des Amtskellers. In seiner Jugend wohnte der deutsch-schwedische Komponist und Hofkapellmeister Joseph Martin Kraus (1756–1792) dort. 1901–1927 Wohnhaus von Karl Trunzer, dem Gründer des Bezirksmuseums Buchen. |    |
| Weitere Bilder | Steinerner Bau (Ehemalige Kellerei)                  | Kellereistraße 29 (Karte)                                                  | 15. Jh.         | Massives Steingebäude mit markantem Erker, wurde 1493 unter dem Mainzer Erzbischof Berthold von Henneberg erbaut. Beinhaltet den Hauptteil der Sammlungspräsentation des Bezirksmuseums. |    |
|                | Mittelalterliche Stadtbefestigung                    | Linsengasse 6, 10, 12, 14, 22, 26 (Karte)                                  | 13. Jh.         | In diesem, südlichen Abschnitt der Stadtbefestigung ist direkt außen an der Stadtmauer ein breiter Graben, mit Gärten der Anlieger, erhalten. Hier befand sich früher einer der vier Tortürme, das Seetor. |    |
|                | Mittelalterliche Stadtbefestigung                    | Marktstraße 1, 2, 3, 4                                                     | 13. Jh.         | |    |
| Weitere Bilder | Mainzer Tor (Stadtturm)                              | Marktstraße 4 (Karte)                                                      | 1309            | Torturm; mittelalterliches Stadttor (um 1490; Anlage älter); spitzbogige Durchfahrt mit Kreuzgewölbe, sechs Geschosse, die Ostseite ursprünglich offen, 1717 geschlossen; Dach, Laterne und Glocken 1718/19 (Stadtwahrzeichen). |    |
|                | Wohn- und Geschäftshaus                              | Marktstraße 13/15 (Karte)                                                  |                 | Wohn- und Geschäftshaus, Geburtshaus des Mundartdichters Jacob Mayer |    |
| Weitere Bilder | Wohn- und Geschäftshaus                              | Marktstraße 23 (Karte)                                                     | 19. Jh.         | Wohn- und Geschäftshaus, wohl im 19. Jahrhundert errichtet. Das dreigeschossige, verputzte Fachwerkhaus besitzt ein massives Erdgeschoss. Das Mansarddach wurde 1910 errichtet. Der Eckerker ist das charakteristische Merkmal des Gebäudes. Er wird mit einer schiefergedeckten Haube abgeschlossen. |    |
| Weitere Bilder | Altes Rathaus                                        | Marktstraße 25 (Karte)                                                     | 1719–1723       | Altes Rathaus, erbaut 1719–23. Zweigeschossiger, barocker Massivbau mit reich gegliederter Sandsteinfassade und offener Erdgeschosshalle (jeweils drei Rundbogenöffnungen an Giebel-, West- und Ostseite), Glockengiebel, Dachreiter. Rückfront zur Stadtpfarrkirche mit Durchgangsbogen und Treppe, seitlich Ohrenportal (Stadtwahrzeichen). |    |
| Weitere Bilder | Ehemaliges Wohnhaus, „Kiesersches Haus“, Musikschule | Obergasse 1 (Karte)                                                        | 1719            | Ehemaliges Wohnhaus mit Seitenfront zum Alten Rathaus. 1719 errichtet. Das zweieinhalbgeschossige Eckhaus im Stil des Barocks besitzt eine Giebelfront mit Krüppelwalmdach. Zur Marktstraße sind Mittel- und Ecklisenen vorhanden, an der Nordseite befindet sich das Eingangsportal mit Oberlicht. Die vorgelagerte Treppe ist mit einer Balustrade versehen. In die Gartenmauer ist ein barockes Hoftor integriert sowie eine Fußgängerpforte. Der Keller besitzt ein Tonnengewölbe und einen rundbogigen Zugang an der Marktstraße. Fast alle Räume besitzen noch barocke Türgewände und Türblätter mit alten Beschlägen. Im nordöstlichen Raum des ersten Obergeschosses ist eine Stuckdecke vorhanden. Seit einigen Jahren wird das Gebäude von der Joseph-Martin-Kraus-Musikschule genutzt. |    |
| Weitere Bilder | Beginen-Klösterle                                    | Obergasse 6 (Karte)                                                        |                 | Gebäudeensemble von 1489 einer ehemaligen Beginen-Gemeinschaft, bestehend aus einer ehemaligen Kapelle, einem Wohnhausbereich und einem Garten; heute Sitz der Hermann-Cohen-Akademie, beherbergt eine jüdische Spezialbibliothek, die Bücherei des Judentums. |    |
| Weitere Bilder | Mittelalterliche Stadtbefestigung                    | Obergasse 10, 12 (Karte)                                                   | 13. Jh.         | Teil der ehemaligen nördlichen Stadtbefestigung. |    |
|                | Besselkapelle                                        | Walldürner Straße 16 (Karte)                                               | 1907            | Sogenannte Bessel-Kapelle; neubarocker Rundbau (Sandstein), 1907 anstelle eines barocken Vorgängers erbaut; 1712 von Gottfried Bessel für Eltern gestiftet (Abt von Göttweig, zweimaliger Rektor Uni Wien); in der Nähe ein Bildstock, bezeichnet 1732. |    |
| Weitere Bilder | Wartturm                                             | Wartberg (Karte)                                                           |                 | Mittelalterlicher Beobachtungsturm auf dem Wartberg südöstlich der Kernstadt, im Jahr 1490 errichtet oder erneuert. Er besteht aus einem kreisrunden Unterbau mit aufgesetztem Oberbau und (nicht historischer) Zinnenbekrönung. |    |
|                | Mittelalterliche Stadtbefestigung                    | Wilhelmstraße 1, 3, 7, 9, 21 (Karte)                                       | 13. Jh.         | Reste der Stadtbefestigung nördlich des Stadtturms. | BW |
| Weitere Bilder | St. Oswald                                           | Wimpinaplatz 1 (Karte)                                                     | 13. Jh.–14. Jh. | Katholische Stadtpfarrkirche St. Oswald; Chorturmanlage im Kern 13./14. Jahrhundert; Langhaus: dreischiffige Halle mit überhöhtem Mittelschiff 1503–1507, Turmoberteil um 1720, Dachhaube und Laterne 1877 (Datum) renoviert, an der Langhaussüdseite Ölbergkapelle (mit Resten von gotischer Malerei), 1958/60 querhausartige Langhauserweiterung und Verlegung des Chores nach Westen (Neubau), dabei Mittelteil der gotischen Westempore durchbrochen. Innen und außen Grabsteine des 16. bis 18. Jahrhunderts, am Turm Steinkruzifix. |    |
|                | Kapellenbildstock                                    | Wimpinaplatz 1 (Karte)                                                     | 1503–1507       | An der Südwand der katholischen Stadtpfarrkirche St. Oswald: Kapellenbildstock von 1503–1507. Geschützt nach § 2 DSchG |    |
|                | Hochkreuz                                            | Wimpinaplatz 1 (Karte)                                                     | 1608            | An der Südostwand der katholischen Stadtpfarrkirche St. Oswald: Hochkreuz von 1608. Geschützt nach § 2 DSchG | BW |
| Weitere Bilder | Wohnhaus                                             | Wimpinaplatz 4 (Karte)                                                     | um 1830         | Ehemaliges Lehrerwohnhaus, jetzt Wohnhaus mit Reisebüro, zweigeschossiges massives Walmdachhaus, Erdgeschoss mit Ovalfenstern (Westseite) und drei Rundbogentüren, um 1830. |    |
|                | Mittelalterliche Stadtbefestigung                    | Wimpinaplatz 5                                                             | 13. Jh.         | |    |
|                | Wimpinahaus                                          | Wimpinaplatz 5 (Karte)                                                     | 20. Jh.         | So genanntes Wimpina-Haus; zweigeschossiger Werkstein-Putzbau in einfachem Neubarock (erstes Viertel 20. Jahrhundert), Walmdach, Erdgeschoss (mit Rundbogenportalen und -fenstern); an der Westseite sechs Grabsteine des 15. bis 17. Jahrhunderts. Benannt ist das Gebäude nach dem in Buchen geborenen Humanisten und Theologen Konrad Koch („Konrad Wimpina“), um 1490–1531. |    |
| Weitere Bilder | Altes Pfarrhaus                                      | Wimpinaplatz 6 (Karte)                                                     | 18. Jh.         | Ehemaliges katholisches Pfarrhaus, wurde in der ersten Hälfte des 18. Jahrhunderts errichtet. Der zweigeschossige, barocke Massivbau mit Krüppelwalmdach und Eckpilastern besitzt ein seitliches Eingangsportal und Ohrenfenster. Die östliche Giebelseite steht auf einem Rest der Stadtmauer mit zwei Strebepfeilern. |    |

### Bödigheim
Bau-, Kunst- und Kulturdenkmale in Bödigheim:
| Bild           | Bezeichnung                  | Lage                                  | Datierung   | Beschreibung | ID                       |
| -------------- | ---------------------------- | ------------------------------------- | ----------- | --- | ------------------------ |
| Weitere Bilder | Kreuzeskirche                | Am Römer 2 (Karte)                    | 1685        | Evangelische Pfarrkirche, Kreuzeskirche, einschiffiger Bau mit rechteckigem, eingezogenem Chor, darüber neogotischer, achteckiger Werksteinturm, Chorturm 13. Jahrhundert (?), Hauptbau von 1685, 1888/89 umgebaut, renoviert 1921 bzw. 1948/65/66, im Chor 16 Grabplatten (Rüdt von Collenberg) des 16., 17. und 18. Jahrhunderts. Kirchhof mit Mauer und Treppe. (Sachgesamtheit). | Wikidata-Objekt anzeigen |
|                | Schul- und Rathaus           | Am Römer 4                            | 1900        | Ehemaliges Schulhaus, heute Rathaus, zweigeschossiger Werksteingiebelbau mit Mittelrisalit, um 1900. |                          |
|                | Friedhof                     | Am Römer 16                           |             | Friedhof mit Umfriedungsmauer, Gruftkapelle der Freiherren Rüdt von Collenberg (Hausnr. 16, Flstnr. 10002), Ende 19. Jahrhundert (Sachgesamtheit mit Kreuz). |                          |
| Weitere Bilder | Jüdischer Friedhof Bödigheim | Am Römer 31                           | 15./16. Jh. | Jüdischer Verbandsfriedhof ehemals für bis zu 30 Gemeinden aus dem Raum zwischen Eberbach und Boxberg, vermutlich schon im Mittelalter angelegt, Leichenhalle Holzfachwerkbau mit Backsteinausfachungen und flach geneigtem Walmdach, 1888, darin Leichenwagen von 1910 und hölzerne Trage (Sachgesamtheit). |                          |
| Weitere Bilder | Taharahaus                   | Am Römer 31 (Karte)                   |             | Taharahaus Bödigheim. 1888 errichtet. Das Taharahaus ist Teil des Jüdischen Friedhofs. Das teilweise in Fachwerkbauweise errichtete Taharahaus wurde 1984 renoviert. Ein Leichenwagen von 1910 und eine hölzerne Totenbahre sind noch vorhanden. |                          |
| Weitere Bilder | Schlossanlage                | Am Schlossberg 1, 2, 2a, 4, 6 (Karte) | 18. Jh.     | Ehemaliges Gärtnerhaus (Nr. 1), jetzt Wohnhaus, zweigeschossiger Fachwerkbau mit Walmdach und massivem Kellergeschoss, 19. Jahrhundert Schlosspark, zweiteilige Parkanlage (französisch-englisch), mit Toreinfahrt (schmiedeeisernes Gitter), Brunnenanlage und barocker Sandsteinsitzbank. An der Schlossparkmauer Wappenstein, bezeichnet 1633 (Rüdt von Collenberg) Neues Schloss (Nr. 4), zweigeschossiger Mittelbau mit dreigeschossigen Eckpavillons, in der Mitte Haupteingangsportal mit rustizierten Pilastern, Korbbogengewände und Abschlussgesims, Wappen, Eingangshalle mit Grabplatte und Wappen, 18. Jahrhundert Pavillonbau (Nr. 2, 2a), zweigeschossiger Mittelbau, 1943 ausgebrannt, 1998 wieder aufgebaut, zwei in stumpfem Winkel anstoßende Seitenflügel mit Walmbedachung, am linken Flügelbau Wappenstein von 1777 von Karl Ernst Rüdt von Collenberg und Bödigheim und Magdalena Sophia Carlotta von Berlichingen Rossach Gegenüber dem Schloss barocke Toranlage mit seitlichen Pforten und zwei Schilderhäuschen, bezeichnet am linken Pfeiler "1770", schmiedeeisernes Tor Zu beiden Seiten anschließend eingeschossige Wirtschaftsgebäude, Umfassungsmauern, zwei Zufahrtsbrücken und Wassergraben An der westlichen Schlossmauer Doppelwappenstein der Rüdt-Rieneck Ehemalige Burganlage, Bergfried; quadratischer Buckelquaderturm mit Brüstungskranz, Schildmaueransatz und Augenscharte, 13./14. Jahrhundert Palais, dreigeschossiger Hausteinbau mit Satteldach und stattlichem Renaissancegiebel, im Innern Holzbalkendecke, Kellergeschoss noch 13. Jahrhundert, traufseitig Wappenstein, bezeichnet „DIES HAVS IST DURCH MICH HANS RVDEN VO VND ZV BÖDIGHEIM VND COLLENBERGK UND KVNGVNDA RVDT GE BORNE VAYTI VO RYENECK (?) EHLICH (?) SFRAW ANNO 1597 IM GRVND ANGEFANGEN ... DVRCH GOTTES SEGE I (?) 99TE IAR DER ...“. An der nördlichen Traufseite: so genannter Nordbau, heute Ruine, giebelseitig Renaissancerundbogentor So genannter Stärkebau (Nr. 6), zweigeschossiger Massivbau mit Satteldach, giebelseitig zum Burggärtchen überdachter Freisitz mit Sandsteintreppe und darunter liegender Badestube, 18. Jahrhundert An der linken Traufseite so genanntes Oberes Tor mit geschraubter Profilgewändeführung, bezeichnet im Scheitel "1606" Toranlage, so genanntes Unteres Tor, profiliertes Rundbogentor mit anschließender Bruchsteinmauer, bezeichnet im Scheitel "1600" (Sachgesamtheit). |                          |
|                | Bahnhof                      | Bahnhofweg 1                          |             | Bahnhof, Empfangsgebäude |                          |
|                | Fachwerkhaus                 |                                       |             | Fachwerkhaus |                          |
|                | Relief                       |                                       |             | Relief aus Stein an Hausfassade. |                          |
|                | Relief                       |                                       |             | Relief aus Stein an Hausfassade. |                          |

### Eberstadt
Bau-, Kunst- und Kulturdenkmale in Eberstadt:
| Bild           | Bezeichnung       | Lage                | Datierung     | Beschreibung | ID |
| -------------- | ----------------- | ------------------- | ------------- | --- | -- |
| Weitere Bilder | Schloss Eberstadt | Dorfstr. 15 (Karte) | 1380/90, 1755 | Das Adelsgeschlecht der Rüdt von Collenberg errichtete um 1380/90 das Schloss als Wasserburg, das sein heutiges Aussehen um 1755 erhielt. |    |
|                | Kirche            |                     | 1717          | Die Kirche wurde 1717 erbaut. |    |

### Einbach
Bau-, Kunst- und Kulturdenkmale in Einbach:
| Bild | Bezeichnung        | Lage                        | Datierung | Beschreibung | ID |
| ---- | ------------------ | --------------------------- | --------- | --- | -- |
|      | Rat- und Schulhaus | Elztalstraße 13 (Karte)     | 1904      | Das Rat- und Schulhaus des Ortes wurde 1904 erbaut. Das Gebäude wurde bis 1970 als Rat- und Schulhaus genutzt, bis 1973 nur noch als Rathaus. Nach der Eingemeindung nach Buchen wurde das Gebäude saniert und wird seitdem für verschiedene Festlichkeiten genutzt. |    |
|      | Bildstock          | Waldhausener Straße (Karte) |           | Bildstock |    |
|      | Bildstock          | Waldhausener Straße (Karte) |           | Bildstock | BW |
|      | Bildstock          | Waldhausener Straße (Karte) |           | Bildstock |    |

### Götzingen
Bau-, Kunst- und Kulturdenkmale in Götzingen:
| Bild           | Bezeichnung      | Lage                              | Datierung | Beschreibung | ID                       |
| -------------- | ---------------- | --------------------------------- | --------- | --- | ------------------------ |
| Weitere Bilder | St. Bartholomäus | Götzingen, Thingstraße 24 (Karte) | 1791      | Katholische Pfarrkirche St. Bartholomäus, einschiffiger Bau von 1791, eingezogener Frontturm mit Portal (und Baudatum), Polygonchor, zum Teil reiche Innenausstattung (Altäre, Kanzel u.a.) in Neurokoko, beiderseits Turm, und Steinkruzifix (19. Jahrhundert), östlich vom Langhaus Ölberg unter neugotischer Holzverdachung, zum Teil alte Friedhofsmauer an Nord-, Ost- und Südostseite; an der Nordseite eingemauertes Grabrelief; zwei Steinurnen an der Treppe zur Friedhoferweiterung (Sachgesamtheit). | Wikidata-Objekt anzeigen |
| Weitere Bilder | Rathaus          | Götzingen, Thingstraße 26 (Karte) | 1612      | Das Götzinger Rathaus ist ein Fachwerkhaus von 1612 und wurde früher auch als Schule genutzt. |                          |

### Hainstadt
Bau-, Kunst- und Kulturdenkmale in Hainstadt:
| Bild | Bezeichnung                       | Lage                     | Datierung | Beschreibung | ID |
| ---- | --------------------------------- | ------------------------ | --------- | --- | -- |
|      | St. Magnus                        | Kirchenstraße 13 (Karte) | 1842      | Katholische Pfarrkirche St. Magnus; einschiffiger Bau mit Einturmfassade und polygonalem Chor, erbaut 1842, im Innern erhaltenswerte Ausstattung, ehem. befestigter Kirchhof mit Grabstein, außen 1 Missionskreuz, 1 Bildstock und ein Steinkreuz (Sachgesamtheit). |    |
|      | Tafelbildstock                    | Kirchenstraße 13         | 1750      | Außen am Chor der Pfarrkirche St. Magnus: Tafelbildstock, roter Sandstein, niederer Sockel, Säule mit Plinthe, Basis und Volutenkapitell, Relieftafelaufsatz, Bekrönungskreuz, Hl. Familie, bezeichnet auf dem Aufsatz "jesus / maria und / josef", um 1750; ZEEK-Nr. 6967-05-011. |    |
|      | Steinkreuz                        | Kirchenstraße 13         | 1607      | Rechts des Kirchenportals der Pfarrkirche St. Magnus, an der Wand, Steinkreuz, 1607, roter Sandstein, kleines, lateinisches Kreuz mit runden Balkenenden, Kreuzstamm sich unten zu einem etwa größeren Block erweiternd, der überwiegend im Boden steckt, Ährenkranz um ein Handwerkszeichen, Gebeine und Totenkopf, Inschrift (vom alten Friedhof bei der Kirche stammend); ZEEK-Nr. 6967-05-007.                                                      |    |
|      | Missionskreuz / Kreuzigungsgruppe | Kirchenstraße 13         | 1898      | Links vor der Pfarrkirche St. Magnus, an der Stützmauer: Missionskreuz, Kreuzigungsgruppe von 1898, roter und gelber Sandstein, hoher Sockel mit Fuß und Abschlusselement, Kreuz, Corpus, Statue, Kreuzigungsszene mit Muttergottes, Maria Magdalena und Johannes als Assistenzfiguren, Inschriften am Kreuzstamm "Rette deine Seele!", am Sockel "Siehe da / deine Mutter!" und "Siehe da / dein Sohn!" & am Sockel des Kreuzes; ZEEK-Nr. 6967-05-024. |    |

### Hettigenbeuern
Bau-, Kunst- und Kulturdenkmale in Hettigenbeuern:
| Bild | Bezeichnung             | Lage                                            | Datierung | Beschreibung            | ID |
| ---- | ----------------------- | ----------------------------------------------- | --------- | ----------------------- | -- |
|      | St. Johannes und Paulus | Hettigenbeuern, Morretalstraße 10 (Karte)       |           | St. Johannes und Paulus |    |
|      | Fachwerkhaus            | Hettigenbeuern                                  |           | Fachwerkhaus            |    |
|      | Kapelle                 | Hettigenbeuern, K 3915, Richtung Buchen (Karte) |           | Kapelle                 |    |
|      | Alte Schule             | Hornbacher Steige 2, Landstraße 24 (Karte)      |           | [ 11 ]                  | BW |

### Hettingen
Bau-, Kunst- und Kulturdenkmale in Hettingen:
| Bild           | Bezeichnung                            | Lage                                       | Datierung | Beschreibung | ID |
| -------------- | -------------------------------------- | ------------------------------------------ | --------- | --- | -- |
|                | St. Peter u. Paul                      | (Karte)                                    |           | St. Peter u. Paul | BW |
|                | Kapelle im Kriegerhain                 | (Karte)                                    | 1921–1922 | Kriegerdenkmal 1914-18, „Kapelle im Kriegerhain“, 1921/22, verputztes Mauerwerk, Gebäude von quadratischem Grundriss mit Apsis, Kuppeldach mit Zwiebeltürmchen und Bekrönungskreuz, Rundbogentür, Anlage mit 65 mit Namen versehenen Steinplatten und 65 Linden und einem Gedenkstein, Inschrift: (über der Tür) D...GEFALLENEN/1914–18 (rechts an der Außenmauer, rote Sandsteintafel) DEM/SCHÖPFER/DIESER/ANLAGE/HPTL.v. HPTM.D.R./EDM. KREUZER/ZUM GEDÄCHTNIS (Gedenkstein) Wanderer/schau unsere Heimat/und sage den Brüdern/wofür wir gefallen. |    |
| Weitere Bilder | Eiermann-Magnani-Haus                  | Hettingen, Adolf-Kolping-Straße 29 (Karte) |           | Doppelhaus aus dem ersten Bauabschnitt der Siedlung „Neue Heimat“ des Architekten Egon Eiermann Geschützt nach § 2 DSchG |    |
|                | Rathaus                                | Römerkastellstraße 2 (Karte)               |           | Rathaus. Heimatstube Hettingen: Für die Heimatstube hat der Heimatverein Hettingen alte Einrichtungsgegenstände, Handwerksgeräte, Urkunden und Textdokumente zusammengetragen. | BW |
|                | Hohlwegkapelle                         | Kapellenweg (Karte)                        | 1865/1917 | Kapelle. Hohlwegkapelle oder Ellwanger Kapelle, 1865/1917, Mauerwerk verputzt, mit Sandstein abgesetzt, Holzgiebel, gemauertes Gebäude von rechteckigem Grundriss mit Satteldach, rechteckiger Türausschnitt, ehem. Altarbildstock als Altar: vierkantiger Sockel, Häuschenaufsatz mit flachem Segmentbogen als Abschluss, Marienstatue, Maria Himmelskönigin, Inschrift: (Sockel des Altars) Errichtet von C. Adam Schönbein/u. seiner Ehfrau M. Anna/geb. Falk im Jahr/1865/Rv. v. E. Ellwanger/1917 |    |
|                | Kreuzweg                               | Kapellenweg                                | 1977–1978 | Vierzehn Kreuzwegstation entlang des alten Wallfahrtsweges, heute Kapellenweg, zwischen der „Hohlkapelle“ und der Kapelle „Schönster Jesu auf der Wies“. Im Rahmen der Feierlichkeiten zum zehnjährigen Bestehen des Heimatvereins Hettingen fand am Festsonntag, den 18. Juni 1978, die Einweihung des Kreuzweges statt. Die Muschelkalksteine kamen von einem Steinbruch aus Krensheim bei Grünsfeld, während die künstlerische Gestaltung der Firma Bernhard aus Buchen übertragen wurde. Die Erdarbeiten für die Sockelfertigung begannen im August 1977 und im Herbst wurden die ersten fünf Stationen aufgestellt. Im März 1978 folgten sieben weitere Stationen. Die letzten zwei der vierzehn Stationen wurden im Mai 1978 aufgestellt. |    |
|                | 1. Kreuzwegstation                     | Kapellenweg                                | 1977–1978 | Kreuzwegstation 01/14: 1. Kreuzwegstation aus Muschelkalkstein des vierzehn Stationen umfassenden Kreuzwegs am Kapellenweg. |    |
|                | 2. Kreuzwegstation                     | Kapellenweg                                | 1977–1978 | Kreuzwegstation 02/14: 2. Kreuzwegstation aus Muschelkalkstein des vierzehn Stationen umfassenden Kreuzwegs am Kapellenweg. |    |
|                | 3. Kreuzwegstation                     | Kapellenweg                                | 1977–1978 | Kreuzwegstation 03/14: 3. Kreuzwegstation aus Muschelkalkstein des vierzehn Stationen umfassenden Kreuzwegs am Kapellenweg. |    |
|                | 4. Kreuzwegstation                     | Kapellenweg                                | 1977–1978 | Kreuzwegstation 04/14: 4. Kreuzwegstation aus Muschelkalkstein des vierzehn Stationen umfassenden Kreuzwegs am Kapellenweg. |    |
|                | 5. Kreuzwegstation                     | Kapellenweg                                | 1977–1978 | Kreuzwegstation 05/14: 5. Kreuzwegstation aus Muschelkalkstein des vierzehn Stationen umfassenden Kreuzwegs am Kapellenweg. |    |
|                | 6. Kreuzwegstation                     | Kapellenweg                                | 1977–1978 | Kreuzwegstation 06/14: 6. Kreuzwegstation aus Muschelkalkstein des vierzehn Stationen umfassenden Kreuzwegs am Kapellenweg. |    |
|                | 7. Kreuzwegstation                     | Kapellenweg                                | 1977–1978 | Kreuzwegstation 07/14: 7. Kreuzwegstation aus Muschelkalkstein des vierzehn Stationen umfassenden Kreuzwegs am Kapellenweg. |    |
|                | 8. Kreuzwegstation                     | Kapellenweg                                | 1977–1978 | Kreuzwegstation 08/14: 8. Kreuzwegstation aus Muschelkalkstein des vierzehn Stationen umfassenden Kreuzwegs am Kapellenweg. |    |
|                | 9. Kreuzwegstation                     | Kapellenweg                                | 1977–1978 | Kreuzwegstation 09/14: 9. Kreuzwegstation aus Muschelkalkstein des vierzehn Stationen umfassenden Kreuzwegs am Kapellenweg. |    |
|                | 10. Kreuzwegstation                    | Kapellenweg                                | 1977–1978 | Kreuzwegstation 10/14: 10. Kreuzwegstation aus Muschelkalkstein des vierzehn Stationen umfassenden Kreuzwegs am Kapellenweg. |    |
|                | 11. Kreuzwegstation                    | Kapellenweg                                | 1977–1978 | Kreuzwegstation 11/14: 11. Kreuzwegstation aus Muschelkalkstein des vierzehn Stationen umfassenden Kreuzwegs am Kapellenweg. |    |
|                | 12. Kreuzwegstation                    | Kapellenweg                                | 1977–1978 | Kreuzwegstation 12/14: 12. Kreuzwegstation aus Muschelkalkstein des vierzehn Stationen umfassenden Kreuzwegs am Kapellenweg. |    |
|                | 13. Kreuzwegstation                    | Kapellenweg                                | 1977–1978 | Kreuzwegstation 13/14: 13. Kreuzwegstation aus Muschelkalkstein des vierzehn Stationen umfassenden Kreuzwegs am Kapellenweg. |    |
|                | 14. Kreuzwegstation                    | Kapellenweg                                | 1977–1978 | Kreuzwegstation 14/14: 14. Kreuzwegstation aus Muschelkalkstein des vierzehn Stationen umfassenden Kreuzwegs am Kapellenweg. |    |
|                | Kleinkastell „An der Altheimer Straße“ | Rehberg, Großer Wald (Karte)               |           | Kleinkastell „An der Altheimer Straße“ | BW |
| Weitere Bilder | Kleinkastell Hönehaus                  | Rehberg, Großer Wald (Karte)               |           | Kleinkastell Hönehaus |    |

### Hollerbach
Bau-, Kunst- und Kulturdenkmale in Hollerbach:
| Bild | Bezeichnung             | Lage                                  | Datierung                                                | Beschreibung            | ID |
| ---- | ----------------------- | ------------------------------------- | -------------------------------------------------------- | ----------------------- | -- |
|      | St. Johannes der Täufer | Hollerbach, Holunderstraße 1 (Karte)  | 1781-83, Krypta von Vorgängerbau aus dem 12. Jahrhundert | St. Johannes der Täufer |    |
|      | Rat- und Schulhaus      | Hollerbach, Holunderstraße 10 (Karte) |                                                          | Rat- und Schulhaus      |    |
|      | Bildstock               | Hollerbach                            |                                                          | Bildstock               |    |

### Oberneudorf
Bau-, Kunst- und Kulturdenkmale in Oberneudorf:
| Bild | Bezeichnung | Lage                                              | Datierung | Beschreibung                                                                    | ID |
| ---- | ----------- | ------------------------------------------------- | --------- | ------------------------------------------------------------------------------- | -- |
|      | Kapelle     | Oberneudorf, Wendelin-Scheuermann-Str. 20 (Karte) | 1906/1963 | Im Jahre 1906 wurde eine kleine Kapelle errichtet, welche 1963 erweitert wurde. |    |
|      | Wegkreuz    | Oberneudorf, Zum Prinzenstein (Karte)             |           | Wegkreuz                                                                        |    |

### Rinschheim
Bau-, Kunst- und Kulturdenkmale in Rinschheim:
| Bild | Bezeichnung              | Lage                                         | Datierung | Beschreibung                    | ID |
| ---- | ------------------------ | -------------------------------------------- | --------- | ------------------------------- | -- |
|      | St. Hippolyt und Kassian | Rinschheim, Raiffeisenstraße 1 (Karte)       |           | Kirche St. Hippolyt und Kassian |    |
|      | Wegkreuz                 | Rinschheim, Raiffeisenstraße 1 (bei) (Karte) |           | Wegkreuz                        |    |
|      | Kleinkastell Rinschheim  | Rinschheim (Karte)                           |           | Kleinkastell Rinschheim         | BW |

### Stürzenhardt
Bau-, Kunst- und Kulturdenkmale in Stürzenhardt:
| Bild | Bezeichnung | Lage                                 | Datierung | Beschreibung                              | ID |
| ---- | ----------- | ------------------------------------ | --------- | ----------------------------------------- | -- |
|      | Bildstock   | Stürzenhardt, K 3916 (Karte)         |           | Bildstock                                 |    |
|      | Bildstock   | Stürzenhardt, K 3916 (Karte)         |           | Bildstock                                 |    |
|      | Bildstock   | Stürzenhardt, K 3916 (Karte)         |           | Bildstock                                 |    |
|      | Bildstock   | Stürzenhardt, K 3916 (Karte)         |           | Bildstock                                 | BW |
|      | Bildstock   | Stürzenhardt, K 3916 (Karte)         |           | Bildstock                                 |    |
|      | St. Isidor  | Stürzenhardt, Odenwaldhöhe 3 (Karte) | 1795      | Filialkapelle St. Isidor, 1795 errichtet. |    |

### Unterneudorf
Bau-, Kunst- und Kulturdenkmale in Unterneudorf:
| Bild | Bezeichnung           | Lage                                      | Datierung | Beschreibung                                           | ID |
| ---- | --------------------- | ----------------------------------------- | --------- | ------------------------------------------------------ | -- |
|      | Heilig-Blut-Bildstock | Unterneudorf, Ortsstraße 8 (Karte)        |           | Heilig-Blut-Bildstock über das Blutwunder von Walldürn |    |
|      | St. Georg             | Unterneudorf, Untere Ortsstraße 1 (Karte) | 1699      | Kath. Filialkirche St. Georg, 1699.                    |    |

### Waldhausen
Bau-, Kunst- und Kulturdenkmale in Waldhausen:
| Bild | Bezeichnung      | Lage                                  | Datierung | Beschreibung | ID |
| ---- | ---------------- | ------------------------------------- | --------- | --- | -- |
|      | Wegkreuz         | Waldhausen, Am Römer (Karte)          |           | Wegkreuz |    |
|      | Bildstock        | Waldhausen, Am Römer (Karte)          |           | Bildstock |    |
|      | St. Michael      | Waldhausen, Bödigheimer Weg 6 (Karte) | 1902-1904 | Pfarrkirche St. Michael, 1902 bis 1904 im neubarocken Stil errichtet, gilt als eine der schönsten Landkirchen des südöstlichen Odenwalds. |    |
|      | Friedhofskapelle | Waldhausen, Bödigheimer Weg (Karte)   |           | Friedhofskapelle |    |
|      | Alte Schule      | Waldhausen, Landstraße 24 (Karte)     |           | Alte Schule, jetzt Kindergarten | BW |